# Sieben Monde
Sieben Monde ist eine deutsche Horror-Komödie aus dem Jahr 1998 mit Jan Josef Liefers und Marie Bäumer.

## Handlung
Seit Wochen geht in München die Angst um: bereits mehrfach hat ein unbekannter Mörder verschiedene Menschen blutig und auf teilweise sehr grausame Art und Weise umgebracht. Da die Taten jeweils in Vollmondnächten begangen, die Opfer mit Kratzwunden verstümmelt und an den Tatorten Tierhaare gefunden wurden, macht in der Bevölkerung das Gerücht von einem Werwolf die Runde. Der zuständige Einsatzleiter Lasinger setzt zur Aufklärung der Morde zwei erfahrene aber gänzlich gegensätzliche Beamte ein: den unkonventionellen Becker, welcher selbst an die übernatürliche Variante glaubt, und den bodenständigen Graf.
Zeitgleich arbeitet der introvertierte Schriftsteller und Drehbuchautor Thomas Krömer an der Synchronisation von Horrorfilmen. Krömer wirkt auf seine Umwelt eher scheu und bastelt, unterstützt von seinem Lektor Eschbach, noch an seinem Erstlingsroman. Er pflegt zu seiner Partnerin, der Buchhändlerin Alexandra, lediglich platonische Kontakte, welche er gerne vertiefen würde.
Der Autor gerät unversehens in die Ermittlungen, als er eines Nachts auf das Haus seiner Großmutter aufpassen soll. Die Szenerie gestaltet sich unheimlich, der Haushund läuft nervös davon und zu guter Letzt wird Krömer von einer Kreatur angefallen. Tags darauf ist die Großmutter tot – offensichtlich vom Serienmörder umgebracht. Während Becker und Graf weiterermitteln, kommt Krömer ins Grübeln. Er überlegt, ob die Werwolf-Legende Realität und er vermutlich eines dieser Fabelwesen ist. Dafür sprechen verschiedene Belanglosigkeiten, die er sich bisher nicht erklären konnte: Hunger auf blutige Nahrung, Nachtaktivitäten oder aber, dass er beispielsweise an die Mordnacht keine Erinnerung besitzt.
Auch die Polizisten kommen langsam Krömer auf die Schliche, der selbst immer mehr in den Glauben verfällt, ein mordender Werwolf zu sein. Allerdings merkt der Autor, dass das Dasein als Wolfsmensch auch entscheidende Vorteile besitzt: Er wirkt nun viel selbstbewusster, nähert sich endlich Alexandra an und verbringt mit ihr eine leidenschaftliche Nacht.
Als die Ermittlungen der Polizei immer engere Kreise um Krömer ziehen und dieser Bedenken hat, Alexandra als Werwolf womöglich etwas anzutun, taucht er unter. Da der nächste Vollmond bevorsteht und ein weiterer Mord droht, will Krömer endlich Gewissheit und seine Wandlung per Videokamera dokumentieren. Parallel dazu entdecken Graf und Becker Hinweise, die Krömer entlasten. Sie stoßen auf Utensilien des wahren Mörders, mit denen dieser die Tötungen durch fingierte Wolfsattacken kaschierte.
Am Haus der Großmutter kommt es schließlich zum Finale. Krömer, der nicht mutiert und kein Werwolf ist, entlarvt genau wie die Polizei den wahren Täter: Lektor Eschbach, der die Morde im Sinne der Märchen der Brüder Grimm plante und Krömer die Schuld zuschieben wollte. Eschbach hat auch Alexandra in seine Gewalt gebracht und droht, diese und sich selbst umzubringen. Letztendlich gelingt es der Polizei und Krömer, Alexandra zu befreien, während Eschbach sich selbst mit dem Haus in die Luft sprengt.

## Kritik
„Der Versuch eines deutschen Mystery Thrillers mit Gruseleffekten, der durchaus effektvoll die Regeln des Genres anwendet, ohne ins optisch Spekulative abzugleiten. Im Spiel mit dem klassischen" Werwolf-Mythos, vor allem aber auch mit den Motiven deutscher Märchen bleibt eine überzeugende Vertiefung des zentralen Charakters zwischen innerer Zerrissenheit und hysterischer Lebensunsicherheit freilich aus.“

## Dies und das
- Der TV-Sender ProSieben, in dessen Programm der Streifen lange Zeit ausschließlich lief, beteiligte sich an der Produktion. Der Film war zunächst nur als Fernsehfilm konzipiert worden, schaffte es aber schließlich in die deutschen Kinos.
- Sieben Monde sollte ursprünglich unter dem Titel Nachts anlaufen, dieser wurde dann aber seitens der vermarktenden Firma Avista aus bisher nicht bekannten Gründen geändert. Ein weiterer Alternativtitel war Sieben Monde – das Böse stirbt nie.